# Калтаси (Караідельський район)
Калтаси́ (рос. Калтасы, башк. Ҡалтасы) — присілок у складі Караідельського району Башкортостану, Росія. Входить до складу Урюш-Бітуллінської сільської ради.
Населення — 2 особи (2010; 3 у 2002).
Національний склад:
- башкири — 100 %